# Michèle Renouf
Michèle Suzanne, Lady Renouf, född 1946 i Australien, är en brittisk reklamskådespelare och förintelseförnekare. 

## Förintelseförnekelsen
Renould har försvarat förintelseförnekare som David Irving, Robert Faurisson, biskop Richard Williamson, Germar Rudolf, Ernst Zündel och Fredrick Töben i radio och TV. Hon har inte själv forskat om Förintelsen, men hon betraktas på grund av dessa uttalanden som en tydlig, och farlig, förintelseförnekare.